# 蘇渙
蘇渙（？—？），唐朝时蜀人。
少年為剽竊，善用白弩，巴蜀商人稱“白跖”，以比盗跖。后痛改前非，折節讀書，唐代宗廣德二年（764年），杨栖梧榜進士及第，累遷至監察御史。大歷四年（769年），湖南觀察使崔瓘召為從事。杜甫漂泊至潭州，與渙交游，杜甫赞其诗“殷殷留金石声”，又称其“才力素壮，辞句动人”。大曆五年七月，崔瓘遭兵馬使臧蚧殺害，蘇渙逃至廣州，依靠李勉。后煽動哥舒晃叛亂，哥舒晃杀嶺南節度使、广州刺史吕崇贲，起兵造反。大曆十年，朝廷令江西节度使路嗣恭擊之，哥舒晃兵敗，二人皆被斬殺於泔溪。